# Roland Spremberg
Roland Spremberg (* vor 1986) ist ein deutscher Musiker, Musikproduzent, Mixer und Songwriter.

## Wirken
Spremberg studierte Klavier und Kontrabass an der Hochschule für Musik Detmold. Er spielte in mehreren Bands, darunter auch den Dissidenten. Mit Auflösung seiner Ende der 1980er Jahre gegründeten Band The Land aus Hamburg begann er 1996 mit Songwriting für und mit anderen Künstlern und begann als Produzent zu arbeiten. Sein internationaler Durchbruch gelang 2000 mit der Produktion des a-ha-Albums Minor Earth, Major Sky. Er lebt in Hamburg und betreibt dort das Studio 439.

## Auszeichnungen
- 2013: Echoverleihung 2013 „Produzenten-Team des Jahres“ (mit Der Graf, Thorsten Brötzmann, Kiko Masbaum und Henning Verlage für Unheilig)